# 东华实业
广州东华实业股份有限公司（证券简称：东华实业，上交所：600393）是一家从事房地产的股份制上市公司。
1979年4月东山区引进外资住宅建设指挥部成立，1983年6月成立广州东华实业公司，1988年12月成立广州东华实业股份有限公司，
2001年3月19日在上海证券交易所A股上市。2004年9月2日公司国有股股权转让给民营企业广州粤泰集团有限公司和北京京城华威投资有限公司，2005年10月28日进行股权分置改革。